# Vivica A. Fox
Vivica Anjanetta Fox (Indianapolis, Indiana, 30 de Julho de 1964) é uma atriz, produtora e apresentadora de televisão norte-americana.

## Biografia
Fox nasceu em South Bend, Indiana, é filha de Everlyena, uma farmacêutica, e William Fox, um administrador de escola particular. Ela é descendente de Afro-americanos e Nativos americanos. Seus pais se mudaram para os Indianapolis, Indiana, logo após seu nascimento.Vivica Fox é foi graduada na Arlington High School em Indianapolis, Indiana, e Golden West College em Huntington Beach, Califórnia, com um grau de arte associado em Ciências Sociais.

## Carreira

### 1996-2000: Inicio & Descoberta
Vivica Fox foi descoberta em 1996, com papéis em dois filmes de sucesso de bilheteria, Independence Day com Will Smith e Set It Off com Queen Latifah.
Fox mudou para a Califórnia para participar de Golden West College.No início de 1990, Fox começou a aparecer em horário nobre da televisão, Interpretando papéis principais em series como The Fresh Prince of Bel-Air,Beverly Hills, 90210,Family Matters, Matlock e Martin. Em 1995, ela teve um pequeno papel no filme de comédia Vizinhança do Barulho. Em 1998, Fox estrelou ao lado de Halle Berry,Lela Rochon e Larenz Tate no filme drama romântico Why Do Fools Fall in Love.

### 2000-Presente:Sucesso

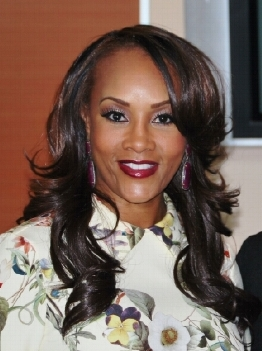
Vivica Fox em 2015

Em 2000, ela produziu (e interpretou os papéis principais) vários filmes, incluem Motives, The Salon,Getting Played e Three Can Play That Game.Mais tarde, ela já atuou em filmes como Kingdom Come(2001),Two Can Play That Game(2001), e Boat Trip (2002).Vivica Fox interpretou Cabeça de Cobre em Kill Bill , e atou em pequenas partes em filmes como Ella Enchanted(2004). Vivica tinha os papéis principais num curta no canal no CBS em Cidade dos Anjos (2000).
Entre 2003 a 2006, ela co-estrelou e produziu uma série de drama criminal Missing, pelo qual recebeu o premio da NAACP Image Awards de Melhor Atriz em uma Série Dramática. Entre 2007 a 2009, ela teve o papel recorrente no HBO na série de comédia,Curb Your Enthusiasm como uma mãe de uma família deslocada por um furacão e levado por Larry e Cheryl. Em 2009, Fox serviu como porta-voz da celebridade para o recém-renovada Psychic Friends Network. Vivica Fox também sediou seu próprio reality show no VH1chamado Glam God with Vivica A. Fox.
Fox teve papéis coadjuvantes em filmes mal recebidos pelos críticos como A Hard Corps (2006) ao lado de Jean-Claude Van Damme, Kickin' It Old Skool (2007), estrelado por Jamie Kennedy,e Private Valentine: Blonde & Dangerous (2008) com Jessica Simpson.Ela trabalhou em muitos filmes menores, como Shark City, Black November, 30 Days in Atlanta e Mercenaries. Na televisão, Fox teve papéis como convidada em Law & Order, Drop Dead Diva, Melissa & Joey e Raising Hope.
Vivica Fox também produziu muitos filmes lançados diretamente em DVD. Vivica Fox está definido para reprisar seu papel como Jasmine Dubrow em Dia da Independência: Resurgence (2016).

## Vida pessoal
Em dezembro de 1998, Fox casou com o cantor Christopher "Sixx-Nine" Harvest. O casal se divorciou em 2002. Fox teve um caso com o rapper 50 Cent em 2003.
Em novembro de 2011, Fox e promotor de clubes noturnos Omar "Slimm" White romperam o noivado de dez meses.

## Filmografia

### Filmes
| Ano  | Filme                                                                    | Papel                                    |
| ---- | ------------------------------------------------------------------------ | ---------------------------------------- |
| 1989 | Born on the Fourth of July                                               | Hooker - VA Hospital                     |
| 1995 | The Tuskegee Airmen                                                      | Charlene                                 |
| 1995 | Don't Be a Menace to South Central While Drinking Your Juice in the Hood | Ashtray's Mother                         |
| 1996 | Independence Day                                                         | Jasmine Dubrow                           |
| 1996 | Set It Off                                                               | Francesca "Frankie" Sutton               |
| 1997 | Booty_Call                                                               | Lysterine                                |
| 1997 | Batman & Robin                                                           | Miss B. Haven                            |
| 1997 | Soul Food                                                                | Maxine                                   |
| 1997 | Solomon                                                                  | Queen of Sheba                           |
| 1998 | Why Do Fools Fall in Love                                                | Elizabeth "Mickey" Waters                |
| 1999 | Idle_Hands                                                               | Debi LeCure                              |
| 1999 | A Saintly Switch                                                         | Sara Anderson                            |
| 1999 | Teaching_Mrs._Tingle                                                     | Miss Gold                                |
| 2000 | Hendrix                                                                  | Faye Pridgeon                            |
| 2001 | Double Take                                                              | Shari                                    |
| 2001 | Kingdom Come                                                             | Lucille Slocumb                          |
| 2001 | Two Can Play That Game                                                   | Shante Smith                             |
| 2001 | Little Secrets                                                           | Pauline                                  |
| 2002 | Juwanna Mann                                                             | Michelle Langford                        |
| 2002 | Boat Trip                                                                | Felicia                                  |
| 2003 | Ride or Die                                                              | Lisa                                     |
| 2003 | Kill Bill: Volume 1                                                      | Vernita Green/Jeanie Bell AKA Copperhead |
| 2004 | Ella Enchanted                                                           | Lucinda Perriweather                     |
| 2004 | Kill Bill: Volume 2                                                      | Vernita Green/Jeanie Bell AKA Copperhead |
| 2004 | Motives                                                                  | Constance Simms                          |
| 2004 | Blast                                                                    | Agent Reed                               |
| 2005 | The Salon                                                                | Jenny Smith                              |
| 2006 | Getting Played                                                           | Andrea Collins                           |
| 2007 | Kickin'_It_Old_Skool                                                     | Roxanna Jackson                          |
| 2007 | Motives_2                                                                | Constance Simms                          |
| 2007 | Father_of_Lies                                                           | Barbara Robinson                         |
| 2007 | Three_Can_Play_That_Game                                                 | Shante Smith                             |
| 2007 | Cover                                                                    | Zahara Milton                            |
| 2008 | Unstable Fables: Tortoise vs. Hare                                       | Dotty Tortoise                           |
| 2008 | Private Valentine: Blonde & Dangerous                                    | Sgt. Louisa Morley                       |
| 2009 | The Slammin' Salmon                                                      | Nutella                                  |
| 2009 | Hollywood & Wine                                                         | Jackie Johnson                           |
| 2009 | There's a Stranger in my House                                           | Harmony's mother                         |
| 2009 | Shark City                                                               | Veronica Wolf                            |
| 2010 | Trapped: Haitian Nights                                                  | Violet Martin                            |
| 2010 | Junkyard Dog                                                             | Samantha Deatherage                      |
| 2010 | Miss Nobody                                                              | Nan Wilder                               |
| 2010 | Love Chronicles: Secrets Revealed                                        | Janet                                    |
| 2010 | The Land of the Astronauts                                               | Studio Executive                         |
| 2010 | Farewell Mr. Kringle                                                     | Zoe Marsden                              |
| 2011 | Black Gold                                                               | Jackie                                   |
| 2011 | Lord, All Men Can't Be Dogs                                              | Lisa                                     |
| 2011 | A Holiday Heist                                                          | Dean Erma                                |
| 2011 | Cheaper to Keep Her                                                      | Morgan Mays                              |
| 2011 | Annie Claus is Coming to Town                                            | Lucy                                     |
| 2011 | Searching for Angels                                                     | Nurse Carter                             |
| 2011 | 1 Out of 7                                                               | Devon                                    |
| 2012 | Black November                                                           | Angela                                   |
| 2012 | In the Hive                                                              | Billie                                   |
| 2012 | Solid State                                                              | Agent Fox                                |
| 2013 | Crosstown                                                                | Gabrielle                                |
| 2013 | Caught on Tape                                                           | Nadine                                   |
| 2013 | The Pastor and Mrs. Jones                                                | Mrs. Jones                               |
| 2013 | Line of Duty                                                             | Agent Montelongo                         |
| 2013 | Home Run                                                                 | Helene                                   |
| 2013 | Queen City                                                               | Lady Midnight                            |
| 2013 | It's Not You, It's Me                                                    | Gina                                     |
| 2013 | Scooby-Doo! Stage Fright                                                 | Lotte Lavoie                             |
| 2013 | The Power of Love                                                        | PJ Payton                                |
| 2013 | So This Is Christmas                                                     | Sharon                                   |
| 2013 | A Christmas Wedding                                                      | Sharon Douglas                           |
| 2014 | Whatever She Wants                                                       | Vivian Wolf                              |
| 2014 | Looking for Mr. Right                                                    | Della                                    |
| 2014 | Sharknado 2: The Second One                                              | Skye                                     |
| 2014 | Mercenaries                                                              | Donna "Raven" Ravena                     |
| 2014 | 30 Days in Atlanta                                                       | Wilson's Wife                            |
| 2014 | Cool Cat Saves The Kids                                                  | Ela Mesma                                |
| 2015 | Chocolate City                                                           | Katherine McCoy                          |
| 2015 | Terms & Conditions                                                       | The Target                               |
| 2015 | Blaq Gold                                                                | Mayor Morgan Hardaway                    |
| 2015 | 6 Ways to Die                                                            | Veronica Smith                           |
| 2015 | 4Got10                                                                   | Imani Cole                               |
| 2015 | Golden Shoes                                                             | Mary                                     |
| 2015 | Carter High                                                              | Mrs. James                               |
| 2015 | A Royal Family Holiday                                                   | Mona Levi                                |
| 2015 | Royal Family Christmas                                                   | Mona Levi                                |
| 2016 | Illicit                                                                  | Linda Steele                             |
| 2016 | Independence Day: Resurgence                                             | Jasmine Dubrow                           |
| 2016 | True to the Game                                                         | Shoog                                    |
| 2016 | Gibby                                                                    | Director                                 |

### Televisão
| Ano        | Titulo                           | Papel                           |
| ---------- | -------------------------------- | ------------------------------- |
| 1988       | Days of Our Lives                | Carmen Silva                    |
| 1988       | China Beach                      | Toffee Candette                 |
| 1989       | Who's the Boss?                  | Emily Franklin                  |
| 1989–1991  | Generations                      | Maya Reubens                    |
| 1991       | The Fresh Prince of Bel-Air      | Janet                           |
| 1991       | Beverly Hills, 90210             | Sherice Ashe                    |
| 1992       | Family Matters                   | Halawna                         |
| 1993       | Matlock                          | Celebrity Patient at Clinic     |
| 1992–1993  | Out All Night                    | Charisse Chamberlain            |
| 1994-1995  | The Young and the Restless       | Stephanie Simmons               |
| 1995       | Martin                           | Patrice                         |
| 1995       | The Watcher                      | Elizabeth                       |
| 1996       | Living Single                    | Tina                            |
| 1997       | Arsenio                          | Vicki Atwood                    |
| 1998       | Getting Personal                 | Robyn Buckley                   |
| 1999       | Cosby                            | Anita                           |
| 1999       | The Hughleys                     | Regina                          |
| 2000       | City of Angels                   | Dr. Lillian Price               |
| 2001       | The Proud Family                 | Margaret (Voz)                  |
| 2002       | My Wife and Kids                 | Kelly Kyle                      |
| 2003       | Ozzy & Drix                      | Ellen Patella (Voz)             |
| 2003       | The Twilight Zone                | Adelaide Tyler                  |
| 2003       | Tremors                          | Delores                         |
| 2003       | The Parkers                      | Claire                          |
| 2004       | Alias                            | Toni Cummings                   |
| 2004– 2006 | 1-800-Missing                    | FBI Agent Nicole Scott          |
| 2005       | Loonatics Unleashed              | Black Velvet (Voz)              |
| 2006       | All of Us                        | Beverly Hunter                  |
| 2007–2009  | Curb Your Enthusiasm             | Loretta Black                   |
| 2008       | Law & Order                      | Kate Tenny                      |
| 2008       | Glam God with Vivica A. Fox      | Host                            |
| 2009       | 'da Kink In My Hair              | Karen                           |
| 2010       | True Jackson, VP                 | True's Mom                      |
| 2010–2013  | Scooby-Doo! Mystery Incorporated | Angel Dynamite/Cassidy Williams |
| 2010       | Drop Dead Diva                   | Maria Ellis                     |
| 2011       | Melissa and Joey                 | Tasha                           |
| 2011       | The Protector                    | Captain Lisa Novak              |
| 2012       | Raising Hope                     | Sara Louise                     |
| 2012-2013  | Mr. Box Office                   | Casandra Washington             |
| 2015       | Mann & Wife                      | Michelle                        |
| 2015       | Sofia the First                  | Carol (voz)                     |
| 2015       | Empire                           | Candace                         |

| Ano  | Jogo               | Papel          |
| ---- | ------------------ | -------------- |
| 2012 | Hitman: Absolution | Lasandra Dixon |